# Equilenin
Equilenin ist ein Steroidhormon aus der Gruppe der Estrogene, das bei Pferden vorkommt.

## Vorkommen und Biosynthese

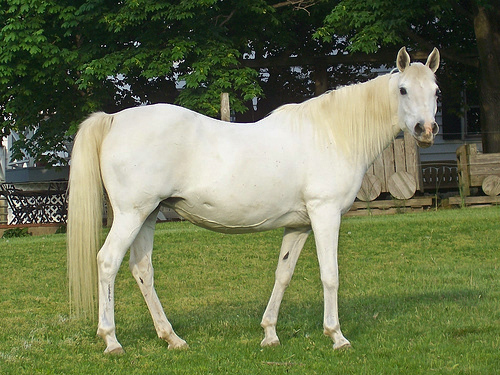
Equilenin ist ein Pferdehormon

Equilenin ist ein Hormon trächtiger Pferdestuten. Bei Menschen kommt es nicht vor. Biosynthetischer Vorläufer ist das Equilin. Equilin enthält einen aromatischen Ring, der durch eine Aromatase aufgebaut wird. Durch Dehydrierung mittels einer Dehydrogenase wird der zweite aromische Ring und damit das Equilenin gebildet.

## Synthese
Eine frühe elfstufige Synthese ging von 5-Aminonaphthalin-2-sulfonsäure aus. Eine neuere Totalsynthese geht ebenfalls von einem Derivat des Naphthalins aus und nutzt mehrere Ringerweiterungsreaktionen.
Ein einfaches Herstellungsverfahren ist die Dehydrierung von Equilin, beispielsweise mit Palladium in Ethanol bei 80 °C. Eine Steroiddehydrogenase aus Rattenleber kann ebenfalls Equlin zu Equilenin dehydrieren.

## Metabolismus
Equilenin wird leicht hydroxyliert, wodurch eine ortho-dihydroxylierte Verbindung entsteht, die wiederum leicht zu einem Chinon oxidiert wird. Dieses kann DNA schädigen und möglicherweise mit Nucleosiden reagieren.

## Verwandte Verbindungen
Das Sulfat von Equilenin ist eine Komponente der  konjugierten equinen Estrogene, die als  Medikament zur Hormonersatztherapie zum Einsatz kommen. Das Europäische Arzneibuch lässt es darin als Verunreinigung in Konzentrationen bis zu 5,5 % zu.